# Conseil départemental de la Haute-Vienne

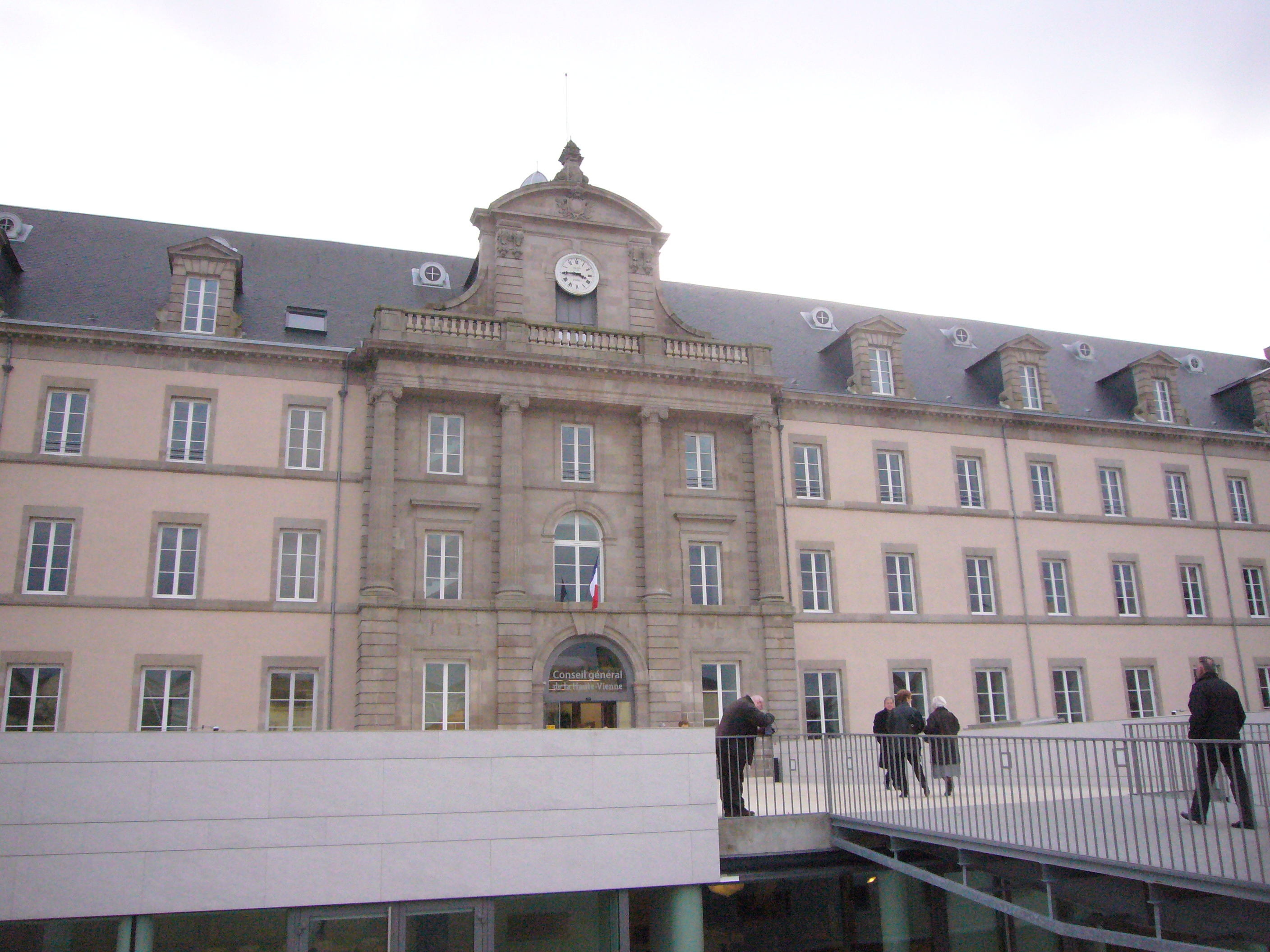
L'hôtel du département

Le conseil départemental de la Haute-Vienne est l'assemblée délibérante du département français de la Haute-Vienne, collectivité territoriale décentralisée. Son siège se trouve à Limoges, dans l'ancienne caserne de la Visitation, rue François Chénieux.

## Histoire
Le Conseil départemental est installé depuis 2011 dans l'ancienne caserne de la Visitation de Limoges. Jusqu'alors, les services départementaux étaient répartis sur neuf sites distincts à Limoges, dont le principal était partagé avec la Préfecture.

## Le président
Le président du conseil départemental de la Haute-Vienne est Jean-Claude Leblois (PS) depuis le 2 avril 2015. Il a été réélu le 1er juillet 2021.

## Effectifs
En 2020, le Conseil départemental de la Haute-Vienne comptait près de 2 000 agents.

## Composition de l'exécutif

### Liste des présidents
| Période                            | Période                      | Identité                          | Étiquette                         | Étiquette                         |                                   |
| Président du conseil général       | Président du conseil général | Président du conseil général      | Président du conseil général      | Président du conseil général      |                                   |
| ---------------------------------- | ---------------------------- | --------------------------------- | --------------------------------- | --------------------------------- | --------------------------------- |
| 1888                               | 1893                         | Léon Gery                         |                                   | Rép.                              |                                   |
| 1893                               | 1901                         | Frédéric Brissaud                 |                                   | Rép.                              |                                   |
| 1901                               | 1910                         | Henri Vacherie                    |                                   | PRRRS                             |                                   |
| 1910                               | 1928                         | Marcel Roux                       |                                   | PRRRS                             |                                   |
| 1928                               | 1929                         | Xavier Mazurier                   |                                   | PRRRS                             |                                   |
| 1929                               | 1940                         | Léon Betoulle                     |                                   | SFIO                              |                                   |
| 1940                               | 1945                         | Vacant (Conseil général suspendu) | Vacant (Conseil général suspendu) | Vacant (Conseil général suspendu) | Vacant (Conseil général suspendu) |
| 1945                               | 1946                         | Adrien Tixier                     |                                   | SFIO                              |                                   |
| 1946                               | 1969                         | René Regaudie                     |                                   | SFIO                              |                                   |
| 1969                               | 1982                         | René Regaudie                     |                                   | PS                                |                                   |
| 1982                               | 2004                         | Jean-Claude Peyronnet             |                                   | PS                                |                                   |
| 2004                               | 2015                         | Marie-Françoise Pérol-Dumont      |                                   | PS                                |                                   |
| Président du conseil départemental |                              |                                   |                                   |                                   |                                   |
| 2015                               | en cours                     | Jean-Claude Leblois               |                                   | PS                                |                                   |

### Composition (mandature 2021-2028)

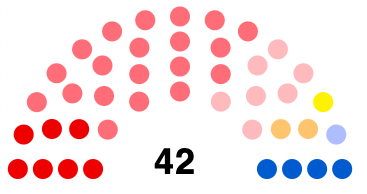
Composition du conseil départemental de 2021 à 2027

Le conseil départemental de la Haute-Vienne comprend 42 conseillers départementaux issus des 21 cantons de la Haute-Vienne.
| Président du Conseil départemental |       |       |      |                            |
| Jean-Claude Leblois (PS)           |       |       |      |                            |
| Parti                              | Sigle | Sigle | Élus | Groupes                    |
| Majorité (34 sièges)               |       |       |      |                            |
| Parti socialiste                   |       | PS    | 20   | Socialistes et apparentés  |
| Divers gauche                      |       | DVG   | 7    | Socialistes et apparentés  |
| Parti communiste français          |       | PCF   | 4    | ADS-PCF                    |
| Alternative démocratie socialisme  |       | ADS   | 2    | ADS-PCF                    |
| Divers gauche                      |       | DVG   | 1    | ADS-PCF                    |
| Opposition (8 sièges)              |       |       |      |                            |
| Les Républicains                   |       | LR    | 4    | Droite-Centre-Indépendants |
| Divers centre                      |       | DVC   | 2    | Droite-Centre-Indépendants |
| Divers droite                      |       | DVD   | 1    | Droite-Centre-Indépendants |
| La République en marche            |       | LREM  | 1    | Droite-Centre-Indépendants |

| Canton                  | Conseillers départementaux     | Parti | Parti                                         | Autres fonctions                   |
| ----------------------- | ------------------------------ | ----- | --------------------------------------------- | ---------------------------------- |
| Aixe-sur-Vienne         | Sylvie Achard                  |       | PS, Apparentés et Citoyens                    | Maire de Saint-Martin-le-Vieux     |
| Aixe-sur-Vienne         | Philippe Barry                 |       | PS, Apparentés et Citoyens                    | Maire de Saint-Priest-sous-Aixe    |
| Ambazac                 | Brigitte Lardy                 |       | PS, Apparentés et Citoyens                    |                                    |
| Ambazac                 | Alain Auzémery                 |       | PS, Apparentés et Citoyens                    |                                    |
| Bellac                  | Patricia Marcoux-Lestieux      |       | ADS-PCF et Apparentés                         | Maire de Peyrat-de-Bellac          |
| Bellac                  | Stéphane Veyriras              |       | PS, Apparentés et Citoyens                    |                                    |
| Châteauponsac           | Amandine Sellès                |       | PS, Apparentés et Citoyens                    |                                    |
| Châteauponsac           | Alain Jouanny                  |       | PS, Apparentés et Citoyens                    |                                    |
| Condat-sur-Vienne       | Annick Morizio                 |       | PS, Apparentés et Citoyens                    |                                    |
| Condat-sur-Vienne       | Jean-Louis Nouhaud             |       | PS, Apparentés et Citoyens                    |                                    |
| Couzeix                 | Lydie Manus                    |       | Union de la Droite, du Centre et Indépendants |                                    |
| Couzeix                 | Sébastien Larcher              |       | Union de la Droite, du Centre et Indépendants |                                    |
| Eymoutiers              | Jacqueline Lhomme-Léoment      |       | ADS-PCF et Apparentés                         | Maire de Saint-Genest-sur-Roselle  |
| Eymoutiers              | Patrick Malet                  |       | ADS-PCF et Apparentés                         |                                    |
| Limoges-1               | Véronique Guilhat-Barret       |       | PS, Apparentés et Citoyens                    |                                    |
| Limoges-1               | Stéphane Ostrowski             |       | PS, Apparentés et Citoyens                    |                                    |
| Limoges-2               | Chérifa Tlemsani               |       | PS, Apparentés et Citoyens                    |                                    |
| Limoges-2               | Fabrice Escure                 |       | PS, Apparentés et Citoyens                    |                                    |
| Limoges-3               | Sandrine Rotzler               |       | PS, Apparentés et Citoyens                    |                                    |
| Limoges-3               | Stéphane Destruhaut            |       | PS, Apparentés et Citoyens                    |                                    |
| Limoges-4               | Marlène Laloge                 |       | PS, Apparentés et Citoyens                    |                                    |
| Limoges-4               | Pascal Pironneau               |       | ADS-PCF et Apparentés                         |                                    |
| Limoges-5               | Valérie Paulet                 |       | ADS-PCF et Apparentés                         |                                    |
| Limoges-5               | Ludovic Géraudie               |       | PS, Apparentés et Citoyens                    | Maire du Palais-sur-Vienne         |
| Limoges-6               | Sarah Gentil                   |       | Union de la Droite, du Centre et Indépendants |                                    |
| Limoges-6               | Michel Cubertafond             |       | Union de la Droite, du Centre et Indépendants |                                    |
| Limoges-7               | Cécile Bourdeau                |       | PS, Apparentés et Citoyens                    |                                    |
| Limoges-7               | Thierry Miguel                 |       | PS, Apparentés et Citoyens                    |                                    |
| Limoges-8               | Isabelle Debourg               |       | Union de la Droite, du Centre et Indépendants |                                    |
| Limoges-8               | Jean-Marie Bost                |       | Union de la Droite, du Centre et Indépendants |                                    |
| Limoges-9               | Gülsen Yildirim                |       | PS, Apparentés et Citoyens                    |                                    |
| Limoges-9               | Gilles Bégout                  |       | PS, Apparentés et Citoyens                    | Maire d'Isle                       |
| Panazol                 | Isabelle Négrier               |       | Union de la Droite, du Centre et Indépendants |                                    |
| Panazol                 | Pascal Bussière                |       | Union de la Droite, du Centre et Indépendants |                                    |
| Rochechouart            | Anne-Marie Almoster-Rodrigues  |       | PS, Apparentés et Citoyens                    | Marie de Rochechouart              |
| Rochechouart            | Yves Raymondaud                |       | PS, Apparentés et Citoyens                    |                                    |
| Saint-Junien            | Sylvie Tuyéras                 |       | ADS-PCF et Apparentés                         |                                    |
| Saint-Junien            | Pierre Allard                  |       | ADS-PCF et Apparentés                         | Maire de Saint-Junien              |
| Saint-Léonard-de-Noblat | Christelle Aupetit-Berthelemot |       | PS, Apparentés et Citoyens                    |                                    |
| Saint-Léonard-de-Noblat | Jean-Claude Leblois            |       | PS, Apparentés et Citoyens                    | Président du Conseil départemental |
| Saint-Yrieix-la-Perche  | Monique Plazzi                 |       | PS, Apparentés et Citoyens                    |                                    |
| Saint-Yrieix-la-Perche  | Stéphane Delautrette           |       | PS, Apparentés et Citoyens                    |                                    |

Les vice-présidents 
- 1re vice-présidente : Annick Morizio (affaires générales), canton de Condat-sur-Vienne
- 2e vice-président : Pierre Allard (finances départementales), canton de Saint-Junien
- 3e vice-présidente : Gülsen Yildirim (enfance, famille et démocratie sanitaire), canton de Limoges-9
- 4e vice-président : Alain Auzeméry (agriculture, transitions territoriales et énergétiques), canton d'Ambazac
- 5e vice-présidente : Sylvie Tuyéras (insertion et logement), canton de Saint-Junien
- 6e vice-président : Thierry Miguel (sport et vie associative), canton de Limoges-7
- 7e vice-présidente : Monique Plazzi (accompagnement à la perte d'autonomie et handicap), canton de Saint-Yrieix-la-Perche
- 8e vice-président : Fabrice Escure (culture et citoyenneté), canton de Limoges-2
- 9e vice-présidente : Anne-Marie Almoster-Rodrigues (éducation et jeunesse), canton de Rochechouart
- 10e vice-président : Ludovic Geraudie (tourisme, politiques contractuelles et investissements durables), canton de Limoges-5
- 11e vice-présidente : Sylvie Achard (attractivité économique et environnementale), canton de d'Aixe-sur-Vienne
- 12e vice-président : Stéphane Destruhaut (infrastructures numériques et mobilités), canton de Limoges-3

### Assemblée et commissions
L'Assemblée départementale réunit l'ensemble des conseillers départementaux 4/6 fois par an.
Le conseil se réunit en plusieurs commissions :
- La commission permanente, composée du Président du Conseil départemental, des 12 Vice-Présidents, de 12 conseillers départementaux délégués. Elle se réunit une fois par mois et adopte, conjointement avec l'Assemblée départementale, les règles d'intervention. Elle vote ainsi les politiques départementales.
- Les commissions spécialisées, définies selon le sujet, adoptent les rapports qui seront soumis à l'Assemblée ou à la commission permanente. Elles sont :
  - la commission de synthèse. Elle examine les rapports à caractère financier et est chargée d’effectuer la synthèse des délibérations des commissions spécialisées.
  - la 1ère commission : affaires générales, patrimoine départemental, personnel, relations internationales
  - la 2ème commission : économie, agriculture, tourisme, numérique
  - la 3ème commission :  voirie, mobilités, urbanisme, logement, transition écologique et environnement
  - la 4ème commission :  éducation, jeunesse, culture, sports
  - la 5ème commission :  solidarité, enfance, personnes âgées, personnes handicapées, insertion

Mais aussi :
- la commission de programmation. Elle étudie les programmes d’équipement des communes du département et leurs groupements, qui sont le plus souvent pluriannuels.
- la commission du règlement, qui se réunit lors des séances du conseil général et veille à l’application du règlement intérieur de l’Assemblée.

#### Mandature 2015-2021
| Président du Conseil départemental   |       |       |      |                            |
| Jean-Claude Leblois (PS)             |       |       |      |                            |
| Parti                                | Sigle | Sigle | Élus | Groupes                    |
| Majorité (26 sièges)                 |       |       |      |                            |
| Parti socialiste                     |       | PS    | 24   | Socialistes et apparentés  |
| Divers gauche                        |       | DVG   | 2    | Socialistes et apparentés  |
| Minorité (4 sièges)                  |       |       |      |                            |
| Alternative démocratie socialisme    |       | ADS   | 3    | ADS-PCF                    |
| Parti communiste français            |       | PCF   | 1    | ADS-PCF                    |
| Opposition (12 sièges)               |       |       |      |                            |
| Les Républicains                     |       | LR    | 6    | Droite-Centre-Indépendants |
| Divers droite                        |       | DVD   | 3    | Droite-Centre-Indépendants |
| Union des démocrates et indépendants |       | UDI   | 2    | Droite-Centre-Indépendants |
| Mouvement démocrate                  |       | MoDem | 1    | Droite-Centre-Indépendants |

| Canton                  | Conseillers départementaux     | Parti | Parti | Autres fonctions                                                      |
| ----------------------- | ------------------------------ | ----- | ----- | --------------------------------------------------------------------- |
| Aixe-sur-Vienne         | Sylvie Achard                  |       | PS    | Maire de Saint-Martin-le-Vieux                                        |
| Aixe-sur-Vienne         | Philippe Barry                 |       | PS    | Adjoint au maire de Saint-Priest-sous-Aixe                            |
| Ambazac                 | Alain Auzemery                 |       | PS    | 1er adjoint au maire de Bessines-sur-Gartempe                         |
| Ambazac                 | Brigitte Lardy                 |       | PS    | 9e vice-présidente, Conseillère municipale à Ambazac                  |
| Bellac                  | Martine Frédaigue-Poupon       |       | PS    | Maire de Peyrat-de-Bellac                                             |
| Bellac                  | Stéphane Veyriras              |       | PS    | Conseiller général sortant                                            |
| Châteauponsac           | Yvonne Jardel                  |       | DVD   | Conseillère générale sortante de l'ancien canton du Dorat             |
| Châteauponsac           | Gérard Rumeau                  |       | DVD   | Maire de Châteauponsac                                                |
| Condat-sur-Vienne       | Annick Morizio                 |       | PS    | 1re vice-présidente, conseillère municipale de Condat-sur-Vienne      |
| Condat-sur-Vienne       | Jean-Louis Nouhaud             |       | PS    | Maire de Boisseuil                                                    |
| Couzeix                 | Évelyne Fontaine               |       | UDI   |                                                                       |
| Couzeix                 | Gilles Toulza                  |       | UDI   | Adjoint au maire de Couzeix                                           |
| Eymoutiers              | Thierry Lafarge                |       | ADS   | Conseiller général sortant de l'ancien canton de Châteauneuf-la-Forêt |
| Eymoutiers              | Jacqueline Lhomme-Léoment      |       | ADS   | 1re adjointe au maire de Saint-Genest-sur-Roselle                     |
| Limoges-1               | Christian Hanus                |       | LR    | Adjoint au maire de Limoges                                           |
| Limoges-1               | Nathalie Mézille               |       | LR    |                                                                       |
| Limoges-2               | Fabrice Escure                 |       | PS    | 8e vice-président                                                     |
| Limoges-2               | Chérifa Tlemsani               |       | PS    |                                                                       |
| Limoges-3               | Stéphane Destruhaut            |       | PS    | Conseiller municipal d'opposition à Limoges                           |
| Limoges-3               | Sandrine Rotzler               |       | PS    | 3e vice-présidente et conseillère municipale d'opposition à Limoges   |
| Limoges-4               | Marlène Laloge                 |       | PS    |                                                                       |
| Limoges-4               | Pierre Lefort                  |       | PS    |                                                                       |
| Limoges-5               | Arnaud Boulesteix              |       | PS    | 10e vice-président                                                    |
| Limoges-5               | Isabelle Briquet               |       | PS    | Maire du Palais-sur-Vienne                                            |
| Limoges-6               | Raymond Archer                 |       | LR    | Conseiller régional                                                   |
| Limoges-6               | Sarah Gentil                   |       | LR    | Adjointe au maire de Limoges                                          |
| Limoges-7               | Nadine Rivet                   |       | Modem | Adjointe au maire de Limoges                                          |
| Limoges-7               | Rémy Viroulaud                 |       | LR    | Adjoint au maire de Limoges                                           |
| Limoges-8               | Jean-Marie Bost                |       | LR    |                                                                       |
| Limoges-8               | Isabelle Debourg               |       | DVD   | Adjointe au maire de Limoges                                          |
| Limoges-9               | Gilles Bégout                  |       | DVG   | Maire d'Isle                                                          |
| Limoges-9               | Gülsen Yildirim                |       | PS    | 5e Vice-présidente                                                    |
| Panazol                 | Laurent Lafaye                 |       | PS    | 2e vice-Président et adjoint au maire de Feytiat                      |
| Panazol                 | Martine Nouhaut                |       | PS    | Adjointe au maire de Panazol                                          |
| Rochechouart            | Yves Raymondaud                |       | PS    | 6e vice-président                                                     |
| Rochechouart            | Jocelyne Réjasse               |       | PS    | Maire de Vayres                                                       |
| Saint-Junien            | Pierre Allard                  |       | ADS   | Maire de Saint-Junien                                                 |
| Saint-Junien            | Sylvie Tuyéras                 |       | PCF   | Maire de Saint-Brice-sur-Vienne                                       |
| Saint-Léonard-de-Noblat | Christelle Aupetit-Berthelemot |       | DVG   | Adjointe au maire de Saint-Just-le-Martel                             |
| Saint-Léonard-de-Noblat | Jean-Claude Leblois            |       | PS    | président et conseiller municipal de La Geneytouse                    |
| Saint-Yrieix-la-Perche  | Stéphane Delautrette           |       | PS    | 4e vice-président et Maire de Les Cars                                |
| Saint-Yrieix-la-Perche  | Monique Plazzi                 |       | PS    | 7e vice-présidente et 1re adjointe au maire de Saint-Yrieix-la-Perche |

Les vice-présidents 

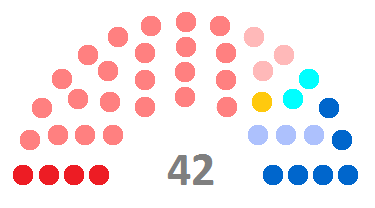
Composition en 2015

- 1re vice-présidente : Annick Morizio (affaires générales), canton de Condat-sur-Vienne
- 2e vice-président : Laurent Lafaye (finances départementales), canton de Panazol
- 3e vice-présidente : Sandrine Rotzler (sport et vie associative), canton de Limoges-3
- 4e vice-président : Stéphane Delautrette (investissements et politiques contractuelles), canton de Saint-Yrieix-la-Perche
- 5e vice-présidente : Gülsen Yildirim (solidarité, enfance et famille), canton de Limoges-9
- 6e vice-président : Yves Raymondaud (ruralité, développement numérique), canton de Rochechouart
- 7e vice-présidente : Monique Plazzi (personnes âgées et handicapées), canton de Saint-Yrieix-la-Perche
- 8e vice-président : Fabrice Escure (culture et jeunesse), canton de Limoges-2
- 9e vice-présidente : Brigitte Lardy (développement touristique, transition écologique), canton d'Ambazac
- 10e vice-président : Arnaud Boulesteix (logement et insertion), canton de Limoges-5

## Actions

### Compétences

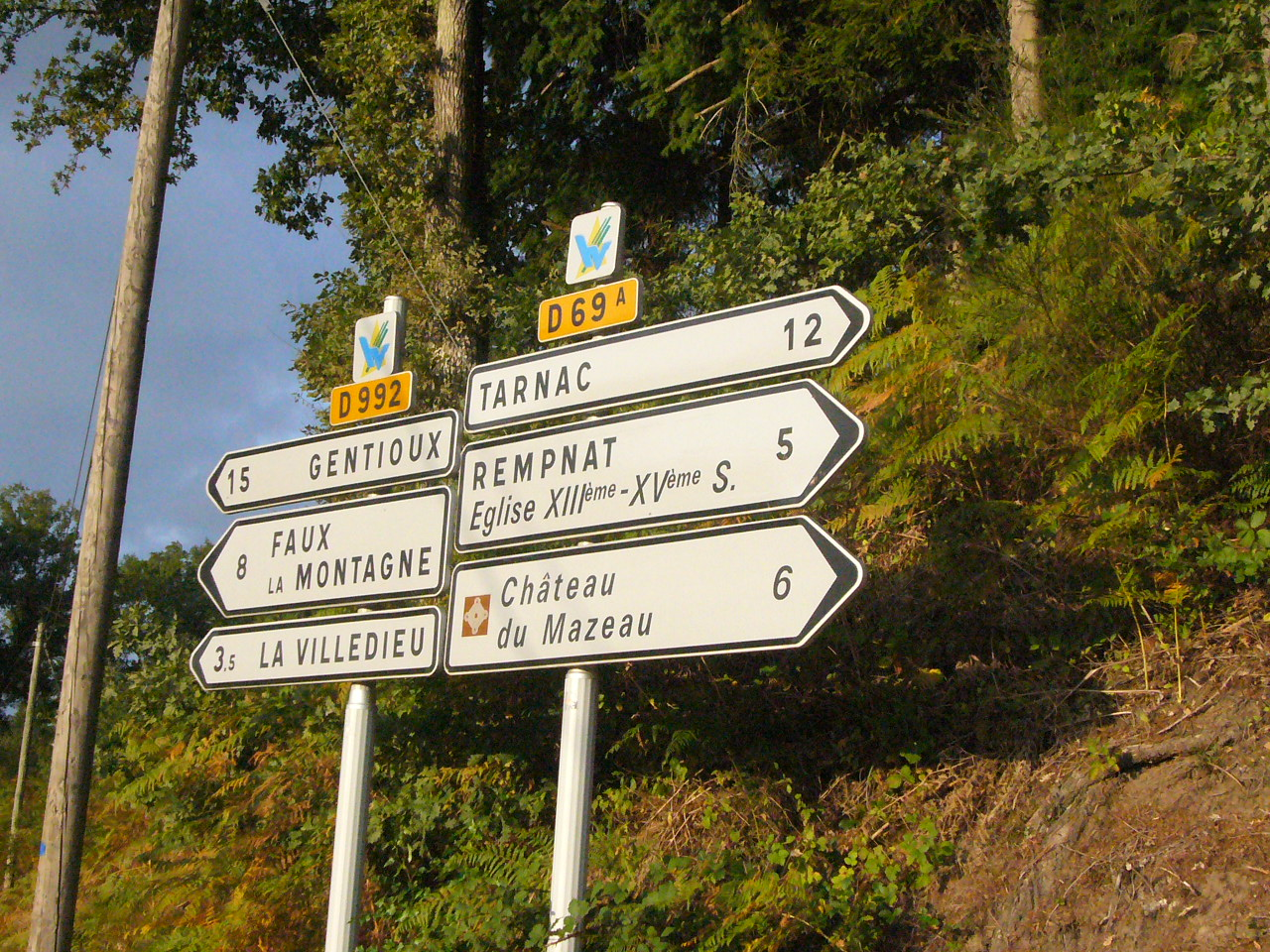
Les panneaux indicateurs des routes départementales de la Haute-Vienne portent le logo du conseil général, comme ici entre Rempnat et Nedde

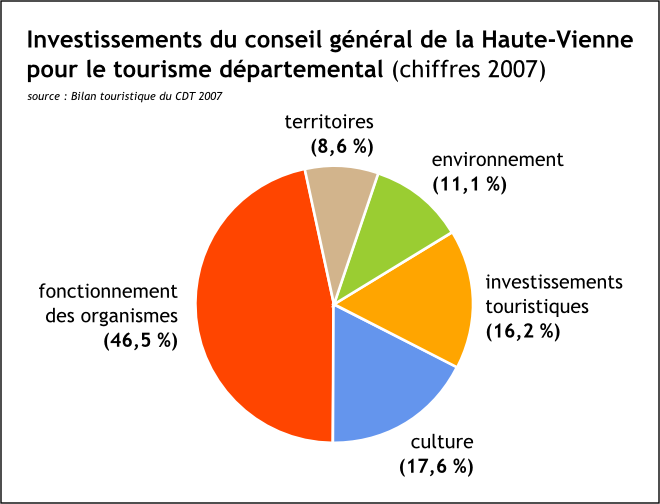
Investissements du conseil général de la Haute-Vienne pour le tourisme départemental en 2007

#### Action sociale et solidarité
- aide aux personnes handicapées (prestation compensatoire de handicap)
- aide aux personnes âgées (allocation personnalisée d'autonomie, subventions et décisions d'implantations d'établissements)
- aide à l'enfance (maisons de la solidarité, agréation des assistants maternels, financement des crèches et halte-garderies)
- insertion (RMI, fonds de solidarité pour le Logement, fonds d'aide aux jeunes, création de logements sociaux)

#### Aménagement
- restauration du patrimoine ancien
- développement et promotion touristique (comité départemental du tourisme)
- entretien et gestion de la voirie départementale
- sensibilisation sécurité routière
- dynamisation économique (création de ZAE, soutien des services en zone rurale, aides aux entreprises innovantes, favoriser la création d'emplois et d'entreprises)
- aide à l'équipement (alimentation en eau, assainissement, restaurations, infrastructures de loisirs...)
- gestion et protection de l'eau, des forêts, lutte contre la pollution (création de l'Agenda 21 en 2006)

#### Éducation, culture, patrimoine
- gestion d'organismes (mémorial d'Oradour, bibliothèque départementale de prêt, archives départementales, espace Noriac, musée d'art contemporain de Rochechouart), de manifestations (La Culture au grand jour)
- gestion des collèges, recrutement du personnel ATOSS
- soutien aux associations (assistance avec les maisons du département).

### Services décentralisés
- 6 maisons du département
- 19 maisons de l'aménagement du département
- 25 maisons de la solidarité du département

### Budget
Le conseil général de la Haute-Vienne a en 2007 un budget de 359,5 millions d'euros.

#### Budget d'investissement
| Domaine d'investissement                                                        | Investissement         |
| ------------------------------------------------------------------------------- | ---------------------- |
| Social et médico-social                                                         | 180,4 millions d'euros |
| Subventions aux communes                                                        | 31,1 millions d'euros  |
| Voirie départementale                                                           | 24,5 millions d'euros  |
| Opérations financières en capital                                               | 20,5 millions d'euros  |
| Enseignement et transports scolaires                                            | 19,5 millions d'euros  |
| Moyens généraux et frais financiers                                             | 19,2 millions d'euros  |
| Environnement, transports, développement économique et touristique, agriculture | 14,7 millions d'euros  |
| Entretien des réseaux et voirie                                                 | 11,1 millions d'euros  |
| Collèges                                                                        | 8,9 millions d'euros   |
| Sécurité                                                                        | 8,2 millions d'euros   |
| Culture, sports et loisirs                                                      | 6,4 millions d'euros   |
| Autres équipements                                                              | 15 millions d'euros    |

## Organismes associés
- le lac de Saint-Pardoux

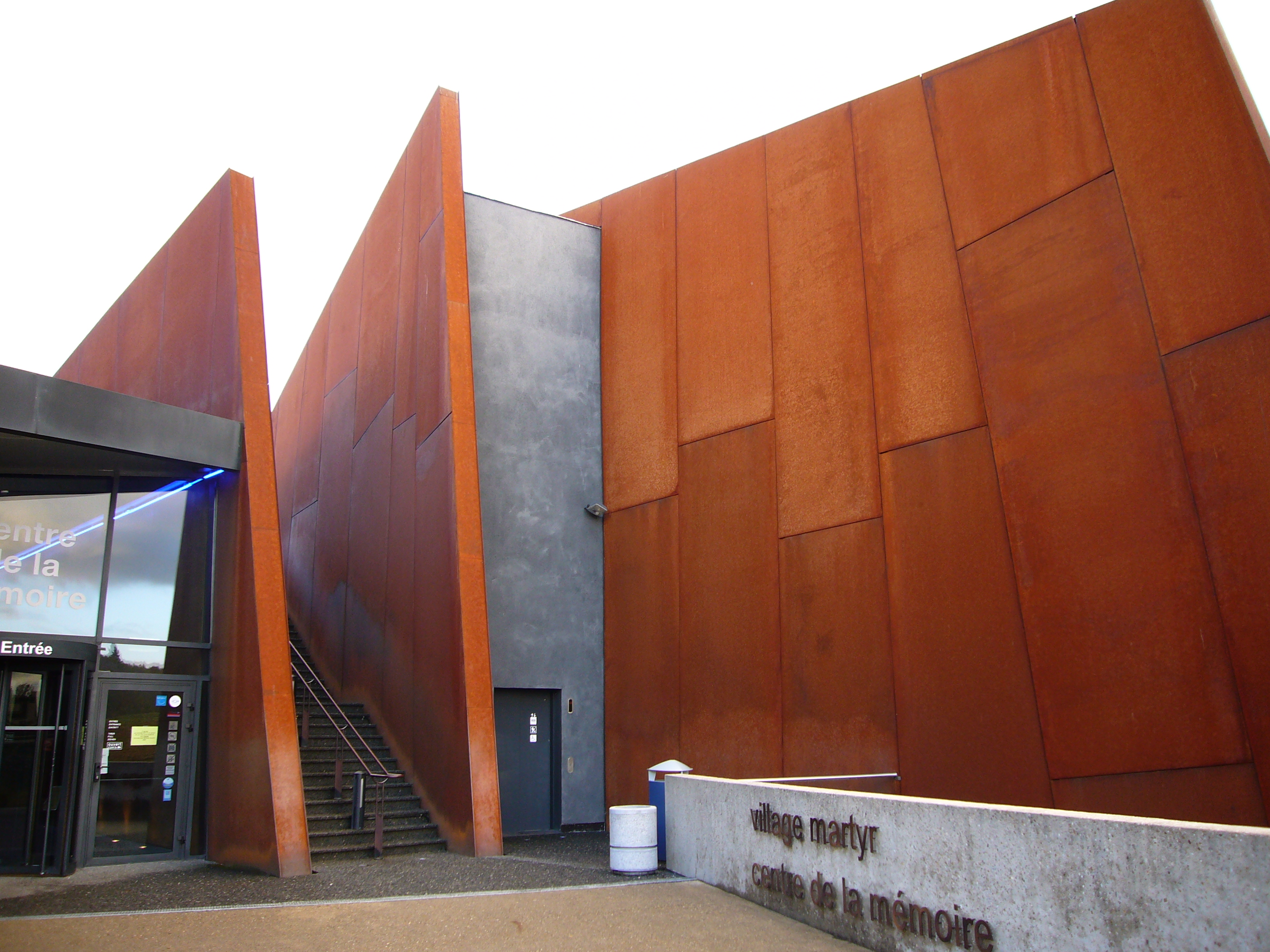
Centre de la Mémoire d'Oradour-sur-Glane

- Anciennement, la Régie départementale des transports de la Haute-Vienne (RDTHV), aujourd'hui à la Région Nouvelle-Aquitaine (RRTHV)
- l'Association départementale pour l'aménagement des collectivités (ADAC)
- le Comité départemental de tourisme (CDT)
- le Conseil en architecture, en urbanisme et en environnement (CAUE)
- le Centre de la mémoire d'Oradour-sur-Glane (CMO)
- le Centre d'hébergement et d'éducation des organismes professionnels et sportifs (CHEOPS)

## Identité visuelle

Logo de la Haute-Vienne de [Quand ?] à 2005.
Logo de la Haute-Vienne (conseil général) de 2005 à 2014.
Logo de la Haute-Vienne (conseil départemental) depuis 2014.